# 1513
1513 (MDXIII) fue un año común comenzado en sábado del calendario juliano.

## Acontecimientos
- 3- 11 de marzo- en Roma, tiene lugar el cónclave para elegir un nuevo pontífice tras la muerte del papa Julio II.
- 11 de marzo- en Roma, el cardenal Medici es elegido papa con el nombre de León X.
- 28 de marzo- un terremoto de 7,4 sacude Turquía.
- 2 de abril-  en el actual Estados Unidos, Juan Ponce de León llega a la Florida.
- 8 de abril-  Juan Ponce de León toma posesión de Florida en nombre de la Reina de Castilla y del Regente.
- 9 de septiembre- Batalla de Flodden Field: El rey Jacobo IV de Escocia es derrotado, y asesinado, por el ejército inglés al mando de Thomas Howard, II duque de Norfolk, también conocido como Conde de  Surrey.
- 25 de septiembre- en la actual Panamá, el español Vasco Núñez de Balboa es el primer europeo en llegar al Océano Pacífico desde el este.
- 7 de octubre- se da la Batalla de La Motta entre Venecia y España.
- 5 de noviembre- En Cuba, Diego Velázquez de Cuéllar funda la aldea de Bayamo.
- Los portugueses descubren la isla de La Reunión.
- Se publica por primera vez en latín el Teophrastus o De immortalitate animae del griego Eneas de Gaza.
- En la India, el gobernante Krisna-Deva-Raia hace construir el templo dedicado al dios Balakrisná.
- El almirante otomano Piri Reis presenta su famoso mapa al sultán.

## Nacimientos
- Juan Pérez de Moya, escritor español.
- Yivá Goswami, escritor religioso bengalí (m. 1598).

## Fallecimientos
- 20 de febrero: Juan I de Dinamarca, rey de Dinamarca, Noruega y Suecia.
- 21 de febrero: Julio II, papa italiano (n. 1443).
- Jacobo IV, rey escocés.